# Pădurea de la Alparea
Pădurea de la Alparea este o arie protejată (arie specială de conservare — SAC, sit de importanță comunitară — SCI) din România, desemnată în scopul protejării biodiversității și menținerii într-o stare de conservare favorabilă a florei spontane și faunei sălbatice, precum și a habitatelor naturale de interes comunitar aflate în arealul zonei de protecție. Aceasta se întinde în vestul Transilvanei, pe teritoriul județului Bihor.

## Localizare
Aria naturală se întinde în partea centrală a județului Bihor, pe teritoriul administrativ al comunei Oșorhei, în imediata apropiere de drumul județean DJ767E, care leagă satul Sărand de Oșorhei.

## Descriere
Zona a fost declarată sit de importanță comunitară prin Ordinul Ministerului Mediului și Dezvoltării Durabile Nr.1964 din 13 decembrie 2007 (privind instituirea regimului de arie naturală protejată a siturilor de importanță comunitară, ca parte integrantă a rețelei ecologice europene Natura 2000 în România) și se întinde pe o suprafață de 455,9 hectare. Situl Pădurea de la Alparea a fost protejat și ca arie specială de conservare în mai 2022.

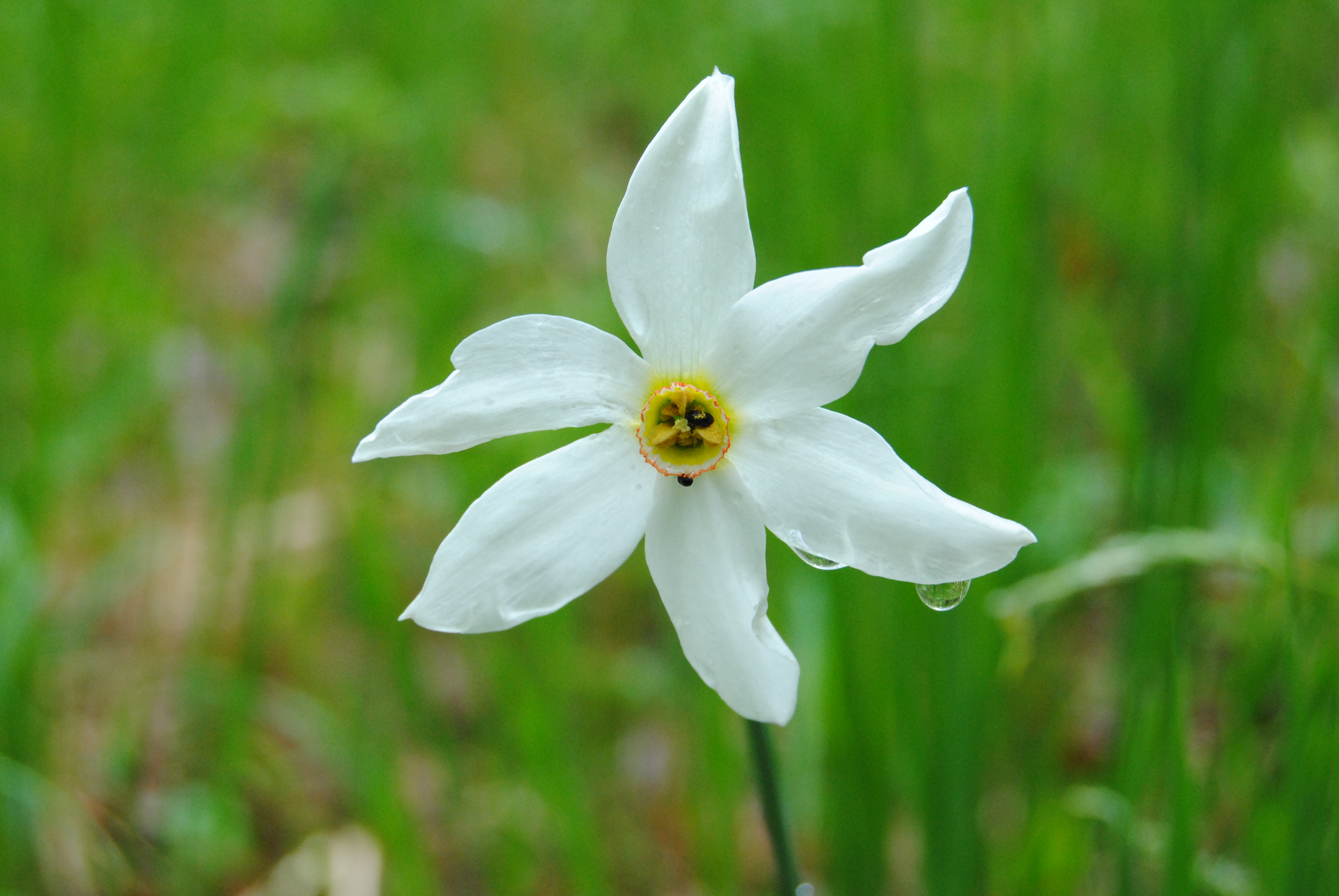
Narcisă sălbatică (Narcissus poeticus ssp. radiiflorus)

Situl reprezintă o zonă naturală (păduri de foioase) în partea nord-estică a Câmpiei Crișurilor, încadrată în bioregiunea continentală a Depresiunii Vad Borod; ce conservă un habitat  natural de tip: Păduri de stejar cu carpen de tip Galio-Carpinetum și protejază specii importante din fauna și flora Bihorului.
Situl include rezervația naturală Pădurea cu narcise de la Oșorhei (2 ha), arie naturală acoperită cu pădure de foioase (fag, stejar, mesteacăn, alun, tei) ce adăpostește și protejează o comunitate de narcise sălbatice cu specii de Narcissus angustifolius și Narcissus poeticus ssp. radiiflorus.
La baza desemnării sitului se află trei specii de amfibieni enumerați în anexa I-a a Directivei Consiliului European 92/43/CE din 21 mai 1992 (privind conservarea habitatelor naturale și a speciilor de faună și floră sălbatică); astfel: tritonul cu creastă (Triturus cristatus)), ivorașul-cu-burta-galbenă (Bombina variegata) și buhaiul de baltă cu burta roșie (Bombina bombina) (specii aflate pe lista roșie a IUCN); alături de care mai viețuiesc: broasca-roșie-de-pădure (Rana dalmatina) și broasca-mare-de-lac (Rana ridibunda).

## Căi de acces
- Drumul național DN1 pe ruta: Oradea -  Oșorhei - drumul județean DJ767E spre Alparea.

## Monumente și atracții turistice
În vecinătatea sitului se află câteva obiective de interes istoric, cultural și turistic; astfel:

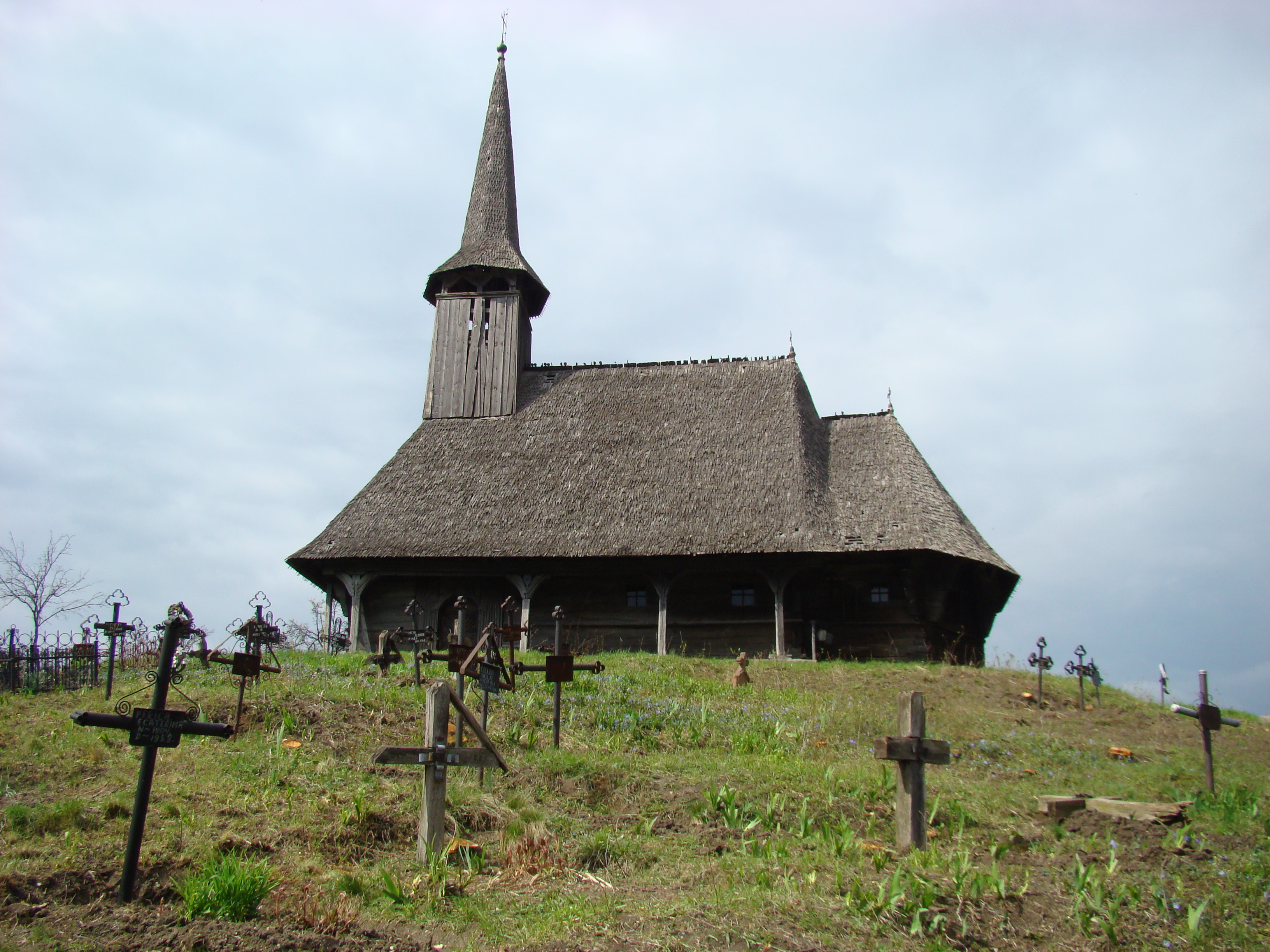
Biserica de lemn din Surduc

- Biserica de lemn "Sf. Arhangheli" din Băile Felix, construcție 1785, monument istoric.
- Biserica reformată din satul Fughiu, construcție secolul al XVIII-lea, monument istoric.
- Biserica ortodoxă "Nașterea Maicii Domnului" din Haieu, construcție secolul al XIV-lea(modificări 1857), monument istoric.
- Biserica de lemn "Adormirea Maicii Domnului" din Surduc, construcție secolul al XVIII-lea, monument istoric.
- Stațiunea balneo-climatică Băile Felix.
- Ariile protejate: Locul fosilifer de pe Dealul Șomleu (5 ha), Pârâul Pețea (4 ha), Lacul Pețea (sit SCI).